# Isla Gordon
Isla Gordon är en ö i Chile.   Den ligger i regionen Región de Magallanes y de la Antártica Chilena, i den södra delen av landet, 2 400 km söder om huvudstaden Santiago de Chile. Arean är 591 kvadratkilometer.
Terrängen på Isla Gordon är kuperad. Öns högsta punkt är 1 251 meter över havet. Den sträcker sig 21,7 kilometer i nord-sydlig riktning, och 53,1 kilometer i öst-västlig riktning.
Trakten runt Isla Gordon är nära nog obefolkad, med mindre än två invånare per kvadratkilometer.